# Segan
Segan es una antiguo caserío disperso del antiguo término de Hortoneda de la Conca, del actual de Conca de Dalt, en el Pallars Jussá, provincia de Lérida, Cataluña, España.
Junto con Herba-savina, Hortoneda, el Mas de Vilanova o Vilanoveta y Pessonada formaba el término de Hortoneda de la Conca. Actualmente está completamente despoblado.
Asociada a Hortoneda, estaba en la cabecera de la llau de Segan. Está cerca de cuatro kilómetros al estesureste de Hortoneda.
Hoy en día es un conjunto de bordas, las Bordas de Segan, que cuenta con las bordas de Manyac, de Guerra, de Cardet, de Arrullat, de Jaume de Sana, de Carrutxo, del Xinco, y los restos de algunas otras más , cerca y al suroeste de San Cristóbal de Montpedrós.